# Dalldorf
Dalldorf település Németországban, Schleswig-Holstein tartományban. Lakosainak száma 345 fő (2023. december 31.).

## Népesség
A település népességének változása:
| Lakosok száma | 216  | 368  | 344  | 352  | 345  | 344  | 345  |
|               | 1975 | 2014 | 2017 | 2019 | 2021 | 2022 | 2023 |